# Douglas Baptista
Douglas Baptista, também conhecido como “Maníaco de São Vicente”, é um assassino em série e pedófilo estuprador brasileiro acusado do assassinato de pelo menos oito crianças entre os anos de 1992 e 2003 na Baixada Santista, área litorânea do Estado de São Paulo. Ele é considerado o maior assassino em série do litoral e São Paulo.  
Foi condenado por dois casos e está preso desde 2015, atualmente [fevereiro de 2025] cumprindo pena na Penitenciária de Tremembé II, considerada a “prisão dos famosos”. 

## Biografia
Nascido em 1953, Douglas Baptista era o primôgenito de uma família de três filhos. Para servir como exemplo aos demais, o pai o castigava mais severamente.
Aos 18 anos, no início da década de 1970, serviu ao Exército Brasileiro. Durante o período de treinamento, foi atingido por uma explosão de uma granada, que lhe causou um ferimento no rosto e posteriores queixas de dores de cabeça e perda de memória.
Em 1975, casou-se e teve dois filhos, indo residir na cidade de São Paulo, no Estado de São Paulo. A união terminou em 1983.
Posteriormente, Baptista foi residir em Porto Alegre no Estado do Rio Grande do Sul, junto com a mãe, com quem viveu por cerca de quatro anos. Lá conheceu Rejane Ferreira, que era mãe de cinco crianças de um casamento anterior (uma delas, Vanessa, foi a primeira vítima). Ambos viveram maritalmente por cerca de 11 anos.
No início dos anos 1990, Douglas, Rejane e seus filhos foram morar em São Vicente, na faixa litorânea do Estado de São Paulo.

## Crimes

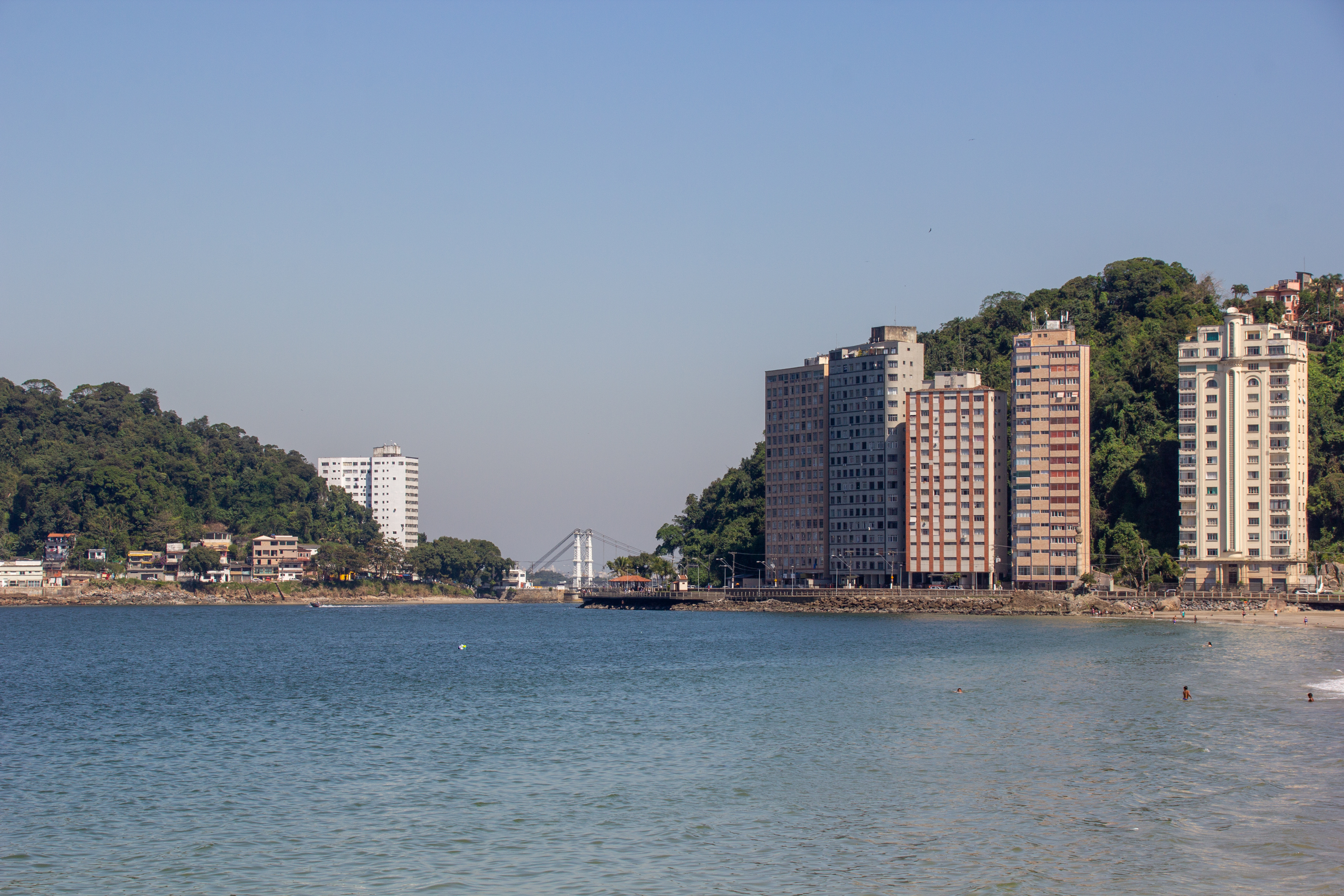
Vista de São Vicente, onde a maioria dos crimes aconteceu

A primeira vítima confessa de Douglas Baptista foi sua própria enteada, Vanessa, de 12 anos. A garota deveria ter ido à escola, porém foi raptada e afogada no rio Piaçabuçu, em Samaritá. A mãe nunca desconfiou de Baptista, convivendo com ele por mais alguns anos após o desaparecimento da menina.
Entre 1994 e 1997, Baptista cometeu mais 5 crimes semelhantes contra crianças, geralmente vizinhas ou parentes de conhecidos.
Em 2003, no Jardim Sambaiatuba, em São Vicente, duas meninas desapareceram de casa no Natal. Elas eram Nathaly Ribeiro e Najila de Jesus, ambas com cinco anos de idade. Seus corpos foram encontrados quatro dias depois, com mãos e pés amarrados, no Rio Mambu, em Itanhaém. Foi quando os investigadores começaram as buscas pelo criminoso que chegaram à Douglas Baptista, após o relato de uma testemunha, vizinho das vítimas, que havia visto Baptista oferecer carona para as meninas.

### Modus operandi
Para atrair as crianças e não levantar suspeitas, Baptista virava amigo das famílias e muitas vezes oferecia presentes para os menores. Algumas crianças teriam sido atraídas com a promessa de um passeio ou uma pescaria.
Quando chegava ao local escolhido, ele amarrava as vítimas e provavelmente as estuprava (o estupro só conseguiu ser provado no caso de Nathaly, já que foi encontrado esperma em sua vagina), depois as atirava na água - rio, mangue ou mar - fazendo com que morressem afogadas. Algumas também foram [ou podem ter sido] estranguladas.
Segundo o Jornal de Brasília, num dos depoimentos o assassino teria dito "que sentia prazer em ver as vítimas se debatendo ao serem afogadas".
"Ele é anormal, absolutamente irrecuperável", disse o psiquiatra Guido Palomba.

### Vítimas
Suas vítimas eram crianças pobres, que tinham entre 5 e 12 anos de idade. Alguns corpos nunca foram encontrados. Oito vítimas são atribuídas a Douglas Baptista:
- Vanessa, 12 anos: enteada de Baptista, desaparecida em 21 de outubro de 1992. Corpo nunca foi encontrado;
- Fabiana Silva dos Santos, 9 anos: desaparecida em 11 de fevereiro de 1994. Corpo nunca foi encontrado[1];
- Sabrina (prima de Leandro, abaixo), 10 anos: desaparecida em 26 de junho de 1994. Raptada quando ia para a escola[5];
- Leandro (primo de Sabrina), 9 anos: desaparecido em 26 de junho de 1994. Raptado com a prima quando ia para a escola[5];
- Luana Elias Inácio, 9 anos: morta em 21 de março de 1996. Corpo encontrado num rio da cidade de Praia Grande;
- Priscila Elias Inácio (irmã de Luana), 8 anos: morta em 20 de outubro de 1997. Corpo encontrado num braço de mar em São Vicente;
- Nathaly Ribeiro, 5 anos: morta em 29 de dezembro de 2003 com Najila (abaixo); corpo localizado no rio Mambu, em Itanhaém; sinais de estupro[5];
- Najila de Jesus, 5 anos: morta em 29 de dezembro de 2003, corpo localizado no rio Mambu, em Itanhaém.

## Investigações e prisão
Após Baptista ser preso preventivamente em 2004, ele levou os investigadores a diversos locais onde havia descartado os corpos. Ele também confessou a morte de sua enteada, Vanessa. "A mãe nunca imaginou que seu companheiro pudesse fazer isto. Só depois ela percebeu que morava com o inimigo", disse o promotor ao canal Operação Policial.
Aos policiais, ele disse que cometia os crimes devido a "uma força estranha".
Chegou a ser preso e cumpria pena na Penitenciária de São Vicente quando recebeu um alvará de soltura para responder ao processo em liberdade.
Voltou a ser preso em 8 de dezembro de 2015, quando deixava a casa onde morava no bairro Quietude, na Praia Grande.

## Julgamentos e penas
Em 2013, foi condenado a 18 anos de prisão pela morte de Fabiana Silva dos Santos, e em agosto de 2017, a 30 anos pela morte de Priscila.
No início de 2025, meses antes de se completarem 10 anos de sua reclusão, especialistas discutiram sua soltura, mas opinaram que ele ainda não havia cumprido 2/3 da pena, opinando que ele ficaria preso por mais uns 10 anos, apesar de já ser um idoso de 72 anos então.  

## Curiosidade
Depois dos crimes de Douglas Baptista, houve a criação de um projeto de lei (PL 140/2010) que tipificava o assassinato em série. O projeto, no entanto, acabou arquivado.
"Altera o Código Penal para considerar assassino em série o agente que comete três ou mais homicídios dolosos em determinado espaço de tempo, seguindo procedimento criminoso idêntico, constatado por laudo pericial elaborado por junta profissional; estabelece pena mínima de trinta anos de reclusão, em regime integralmente fechado ao assassino em série, proibida a concessão de qualquer tipo de benefício penal", dizia o texto da PL.